# Wirada tijuca
Wirada tijuca là một loài nhện trong họ Theridiidae.
Loài này thuộc chi Wirada. Wirada tijuca được Herbert Walter Levi miêu tả năm 1967.